# Ауд-Отмарсюм
Ауд-Отмарсюм (нід. Oud Ootmarsum) — селище в нідерландській провінції Оверейсел, неподалік кордону із Німеччиною. Входить до муніципалітету Дінкелланд. Фактично є північним передмістям міста Отмарсюма.
Його площа становить 7,48 км².

## Галерея

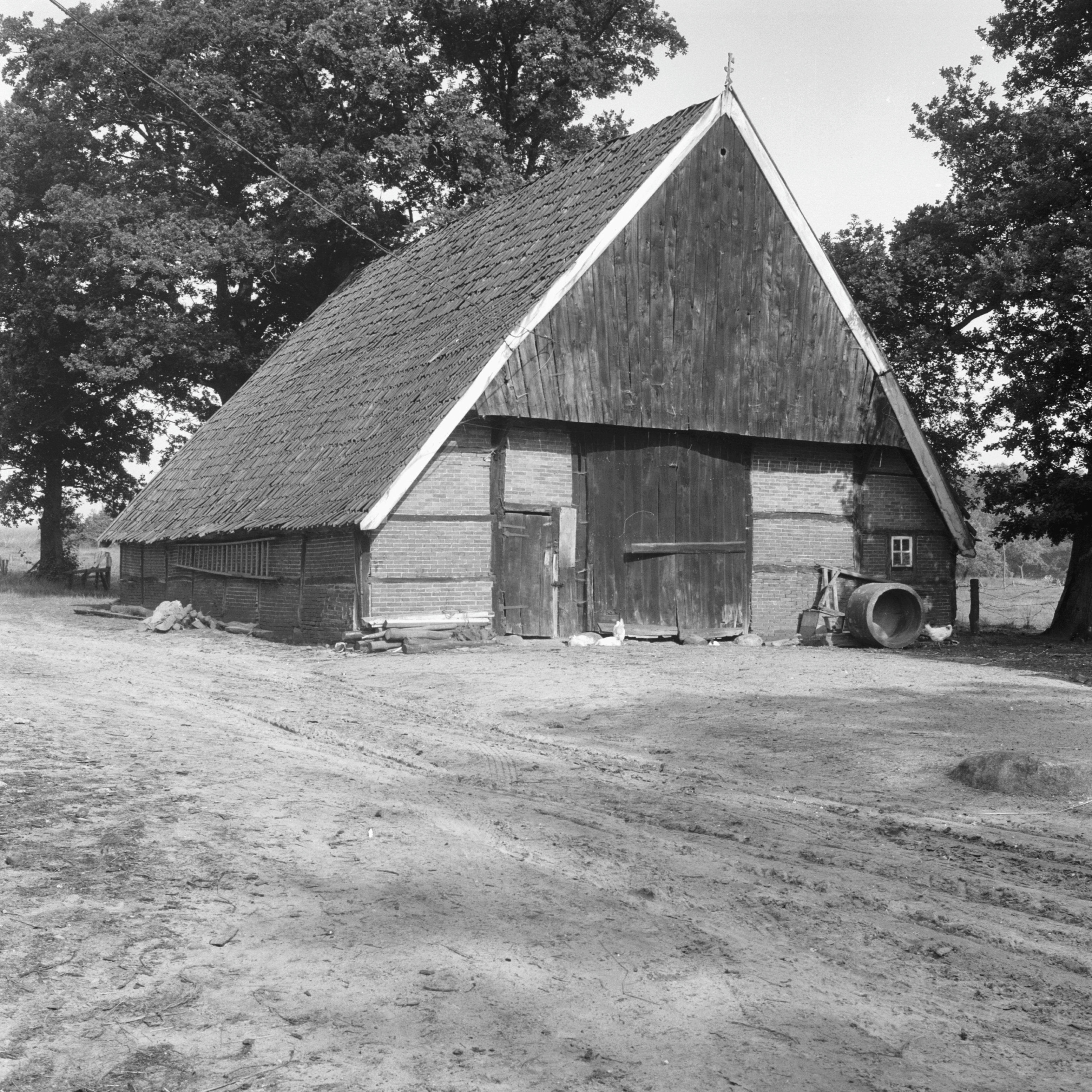
Стодола
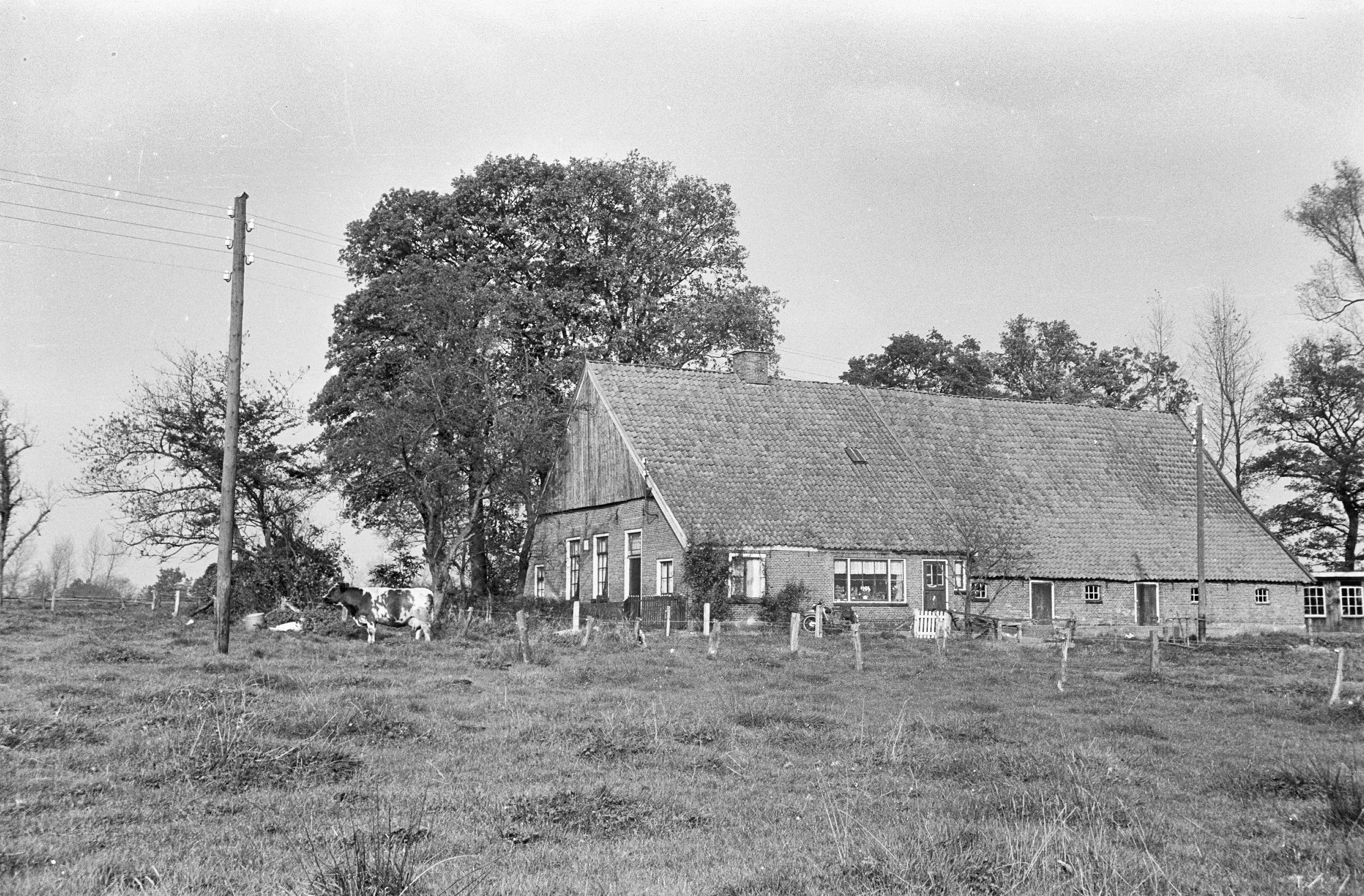
Ферма
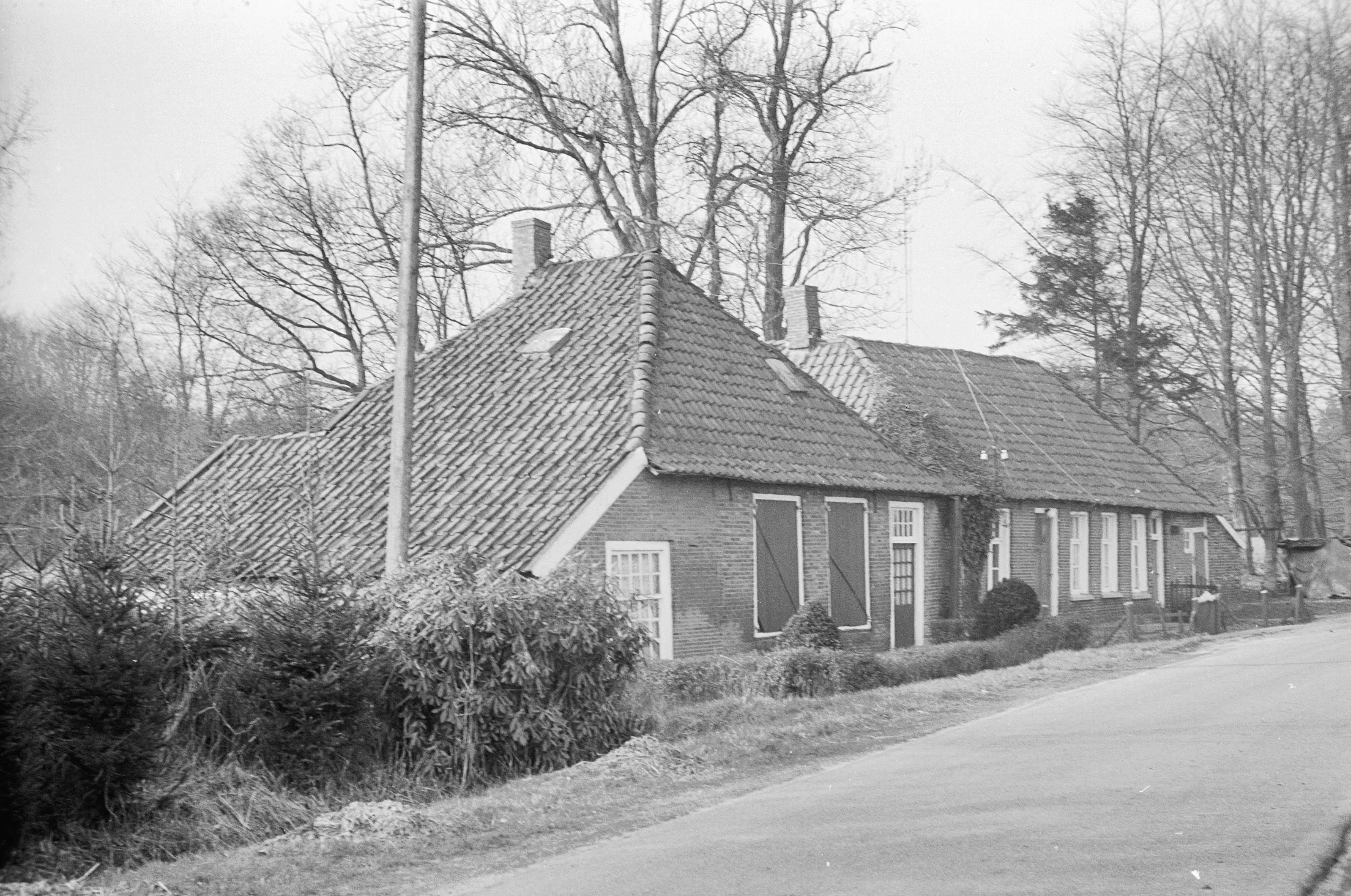
Водяний млин